# Liste der Monuments historiques in Ailloncourt
Die Liste der Monuments historiques in Ailloncourt führt die Monuments historiques in der französischen Gemeinde Ailloncourt auf.

## Liste der Objekte
| Bezeichnung       | Beschreibung                                                                            | Standort                       | Kennzeichnung | Schutzstatus | Datum | Bild |
| ----------------- | --------------------------------------------------------------------------------------- | ------------------------------ | ------------- | ------------ | ----- | ---- |
| Zwei Seitenaltäre | jeweils Altartisch und Retabel; Holz, farbig gefasst und vergoldet, 18. Jahrhundert     | in der Kirche St-Eusèbe (Lage) | PM70001928    | Inscrit      | 2000  |      |
| Kommuniontisch    | Holz, um 1800                                                                           | in der Kirche St-Eusèbe (Lage) | PM70001929    | Inscrit      | 2000  |      |
| Prozessionskreuz  | Metall, versilbert, um 1800                                                             | in der Kirche St-Eusèbe (Lage) | PM70001930    | Inscrit      | 2000  |      |
| Zwei Dalmatiken   | Seide, bestickt, um 1800                                                                | in der Kirche St-Eusèbe (Lage) | PM70001931    | Inscrit      | 2000  |      |
| Hauptaltar        | Altartisch, Tabernakel und Retabel; Holz, farbig gefasst und vergoldet, 18. Jahrhundert | in der Kirche St-Eusèbe (Lage) | PM70001979    | Inscrit      | 1974  |      |